# Lais
För andra betydelser, se Lais (olika betydelser).
Lais ordensborg (estniska  Laiuse ordulinnus , tyska Ordensburg Lais ) var en fästning som byggdes av Livländska orden. Den äldsta anteckningen om fästningen är från 1406 men den anlades troligen redan i början av 1300-talet. Fästningen förstördes till stor del under åren 1702-1704 i Stora nordiska kriget. Efter det användes slottet som stenbrott men ses numera som ett byggnadsminne. 

## Borgen byggs
Ordensborgen uppfördes i den nordöstra änden av Livländska ordens territorium. Den fungerade som en vägspärr vid vägen mellan centrala Estland och Ryssland. Den äldsta delen av slottet är en enkelhusborg eller tornfästning om 21 x 12 m i kullens västra hörn. Byggnaden uppfördes i början av 1300-talet. Mycket snart efter det utvidgades fästet till en trapetsformad lägerborg som upptog hela borgkullen. Slottets murar är mellan 60 och 85 m långa och variationen beror på kullens form. Murarna har en för fästningar unik konstruktion. De är byggda på stolpar som förenas av  avlastningsbågar. Man tror nu att byggmetoden bestämdes av önskan att spara material eller av brådska. Fästningen förstärktes flera gånger under medeltiden och man höjde och breddade murarna. Den slutliga höjden var omkring 15 meter. Kring sekelskiftet 1500 försågs fästningen med tre hörntorn. I norr och i söder byggdes runda kanontorn med en diameter om 14 m, väggtjocklek om 4 m och höjd på 25 m. I det östra hörnet uppfördes ett litet mindre hakebösstorn, som hade en diameter om 12 m och en höjd på minst 15 m. Ovanpå det västra murhörnet fanns ett litet, åttkantigt konsoltorn. Borgens byggnader låg troligen längs hela den nordvästra muren och innanför den sydligaste delen av den sydvästra muren. Borgens portar gick mitt i den nordvästra muren och strax väster om det södra kanontornet. Slottet var omgivet av vallgravar som kom till genom att man byggde en kvarndamm över Laisån. Utanför den norra porten låg ett vattenomgivet utanverk med träpalissader och över vallgravarna ledde vindbryggor. Hotet från biskopen i Dorpat var anledningen till att borgen förstärktes på 1420-talet. Borgen lydde under Fellins komtur. I förborgen samt utanför borgområdet växte en liten stad upp.

## Historia

### Livländska kriget

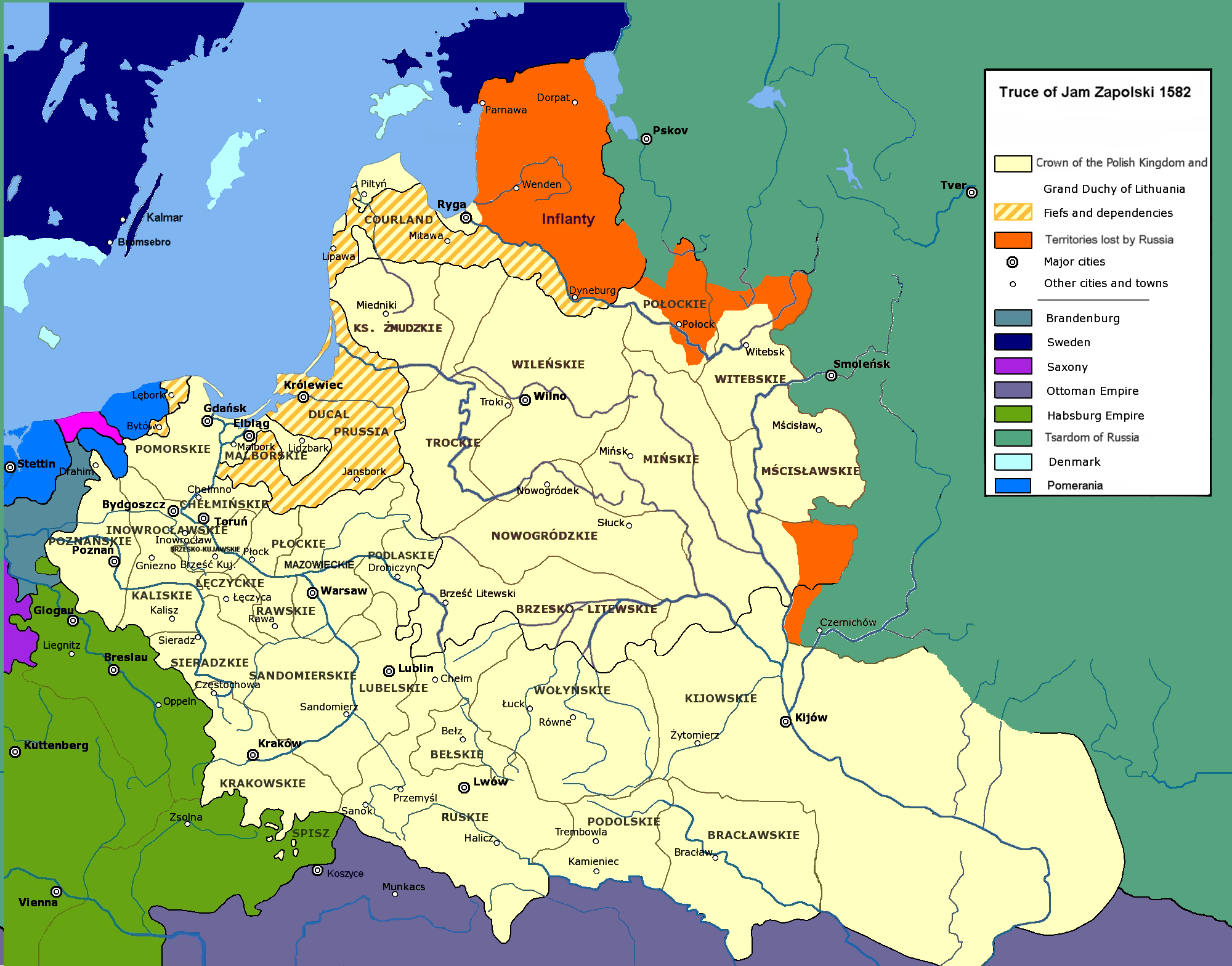
Fördraget i Jam Zapolski 1582

I början av år 1558 invaderade Moskvas trupper Livland och det livländska kriget bröt ut. Efter några veckor kom de till Lais men försvararna höll ut. På sommaren återkom de ryska trupperna till fästningen som då försvarades av endast 34 man. De kapitulerade den 5 augusti och fästningen föll i ryska händer. I slutet av år 1559 försökte ordenskrigarna under ledning av ordensmästaren Gotthard Kettler inta fästningen men misslyckades trots tre stormningsförsök. I i januari 1582 slöts ett fördrag i byn Jam Zapolski mellan Ryssland och Polen-Litauen och då fördes bland annat Lais till polskt-litauiskt styre. Slottet blev centrum för det administrativa området Starostwo Lais. Trots förödelsen hade fästningen och en del av staden överlevt. I slutet av den polska perioden, på 1590-talet, bodde enligt vissa källor över tvåhundra människor i den lilla staden.

### Svenskt angrepp
I september 1600 inledde Sverige en krigsinsats i Estland. Krigsöversten Peder Stolpe den äldre förde från Viborg skepp och krigsfolk till  Narva. Därifrån ledde han trupperna till Lais, som erövrades i slutet av oktober. Till svensk slottsfogde utsågs Johan Brakel. År 1602 återtog polackerna Lais som stördes av ryska plundringar år 1611 men förblev i polska händer till år 1622. Då erövrade svenska trupper fästningen under ledning av översten för finska rytteriet Henrik Fleming. Troligen var det då som de nordöstra och sydöstra delarna av fästningen liksom det södra kanontornet förstördes. Fleming fick Lais i förläning och hans son upphöjdes 1654 till friherre Fleming av Lais. Under den svenska tiden återuppbyggdes inte den egentliga fästningen utan soldaterna inkvarterades i nyuppförda träbyggnader. Av byggnaderna från ordenstiden användes endast ordenskapellet ovanpå den ursrpungliga fästningen. Kapellet fanns kvar åtminstone till 1702.

### Stora nordiska kriget
Efter slaget vid Narva i november 1700 slog Karl XII vinterläger i Lais. De svenska anlände till Lais en månad efter slaget. Statskansliet inrymdes i Kivijärve säteri sydost om Lais medan en del av infanteriet och artilleriet var förlagt kring Dorpat. Kavalleriet förlades ännu längre söderut. Träbyggnaderna på fästningens mark förnyades enligt krigsföljets behov. Kungen själv var inhyst i en mer representativ byggnad på slottets sydöstra sida. Stallen låg på sydvästra sidan. Under vintern företog svenskarna några mindre militära kampanjer över sjön Peipus is till ryska områden. I mitten av maj 1701 lämnade kungen Lais och reste vidare till Dorpat. Träbyggnaderna och de återstående delarna av fästningen i Lais förstördes under det fortsatta kriget 1702–1704 och endast murarnas ruiner återstod.

### Fredligare tider
Efter Stora nordiska kriget stod Lais fästning tom och man använde fästningen som ett stenbrott för andra byggen. För Lais kronogods uppfördes träbyggnader norr om ruinerna. I början av 1800-talet vaknade ett nytt intresse för historiska byggnader. Av fästningen hade den nordvästra flygeln klarat sig bäst i förfallet och där fanns murens fönsteröppningar och portöppningen kvar. Det norra kanontornet hade också bevarat det mesta av sina väggar. Hakebösstornet i det östra hörnet och en del av den sydvästra väggen stod också kvar. Slottsruinen har sedan mitten av 1990-talet restaurerats och försetts med informationstavlor. Kronogodsets anspråkslösa byggnader är borta. Ruinerna av Lais ordensslott ingår i det nationella registret över kulturminnesmärken.

## Bilder

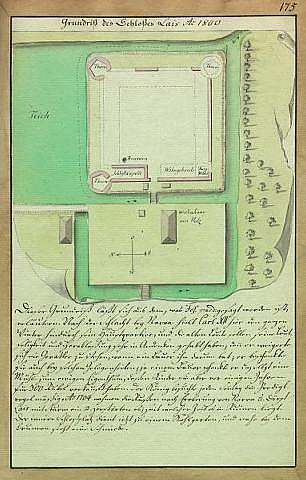
Plan över Lais fästning 1800
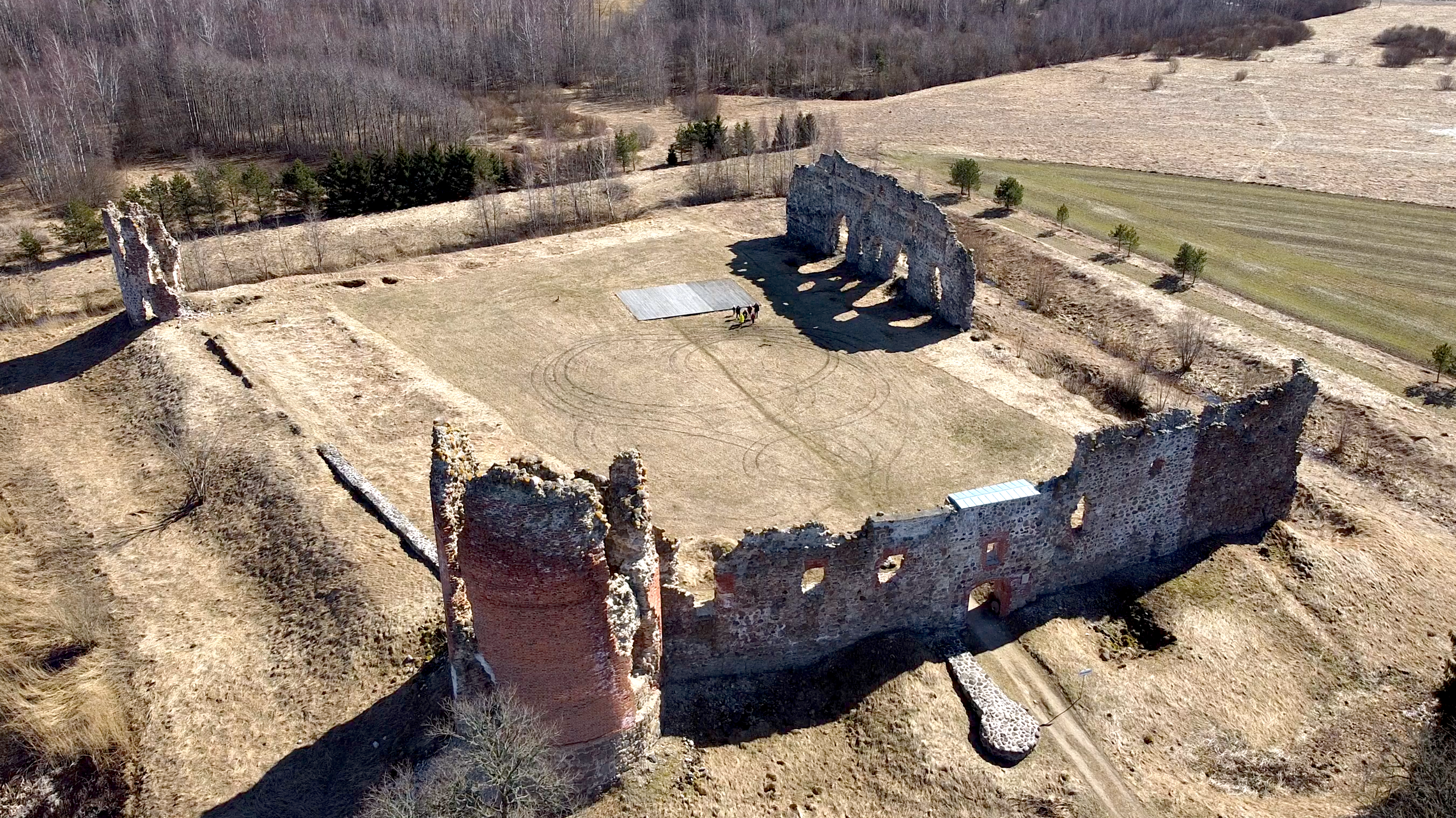
Flygbild av Lais fästning 2021
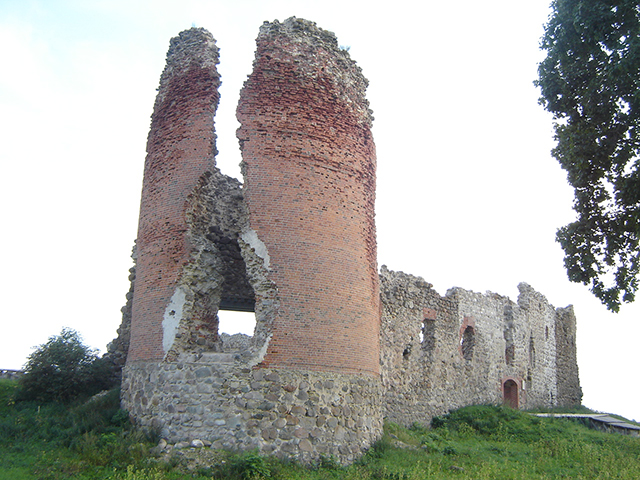
Lais norra kanontorn 2006
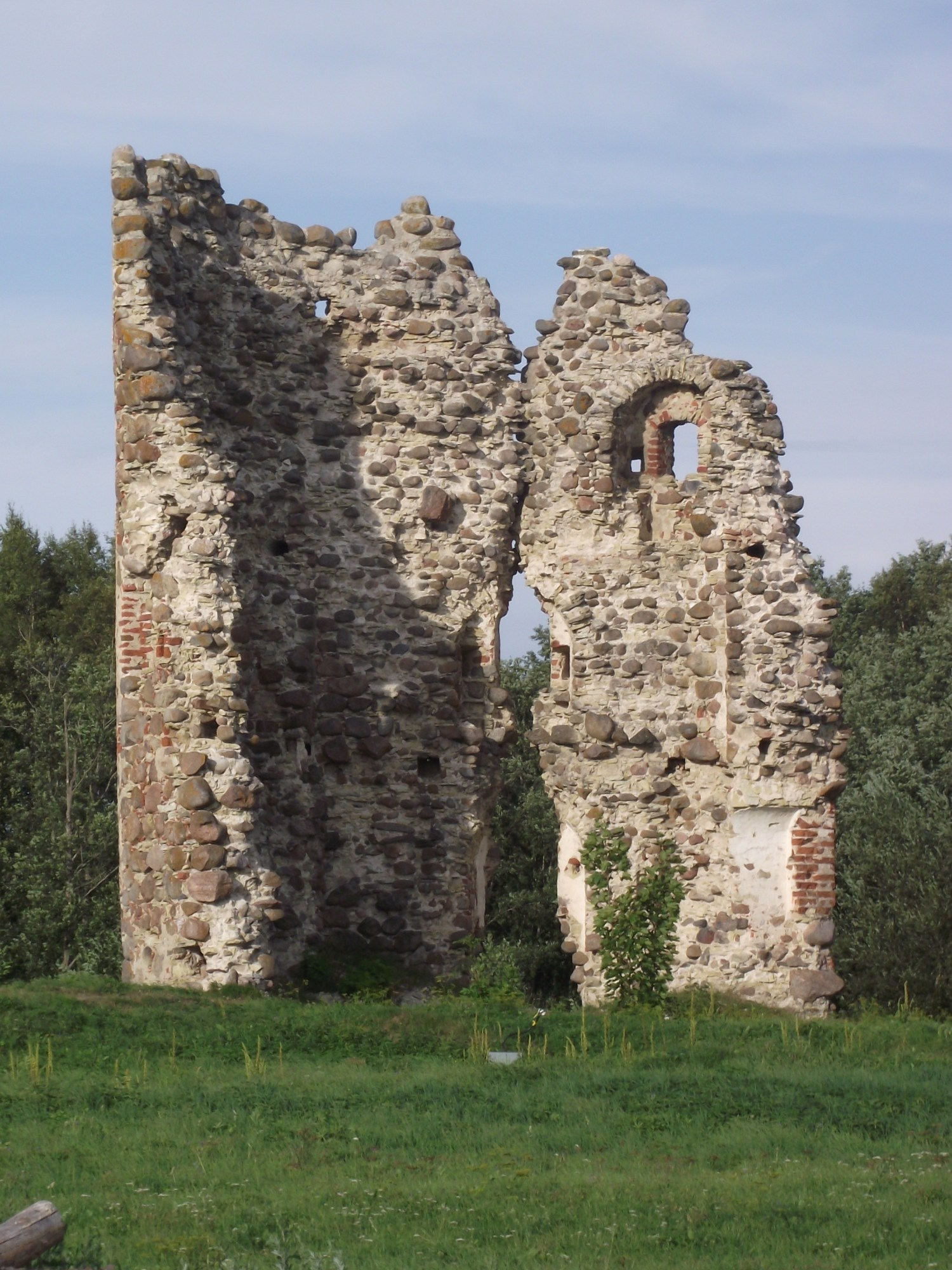
Lais hakebösstorn 2010
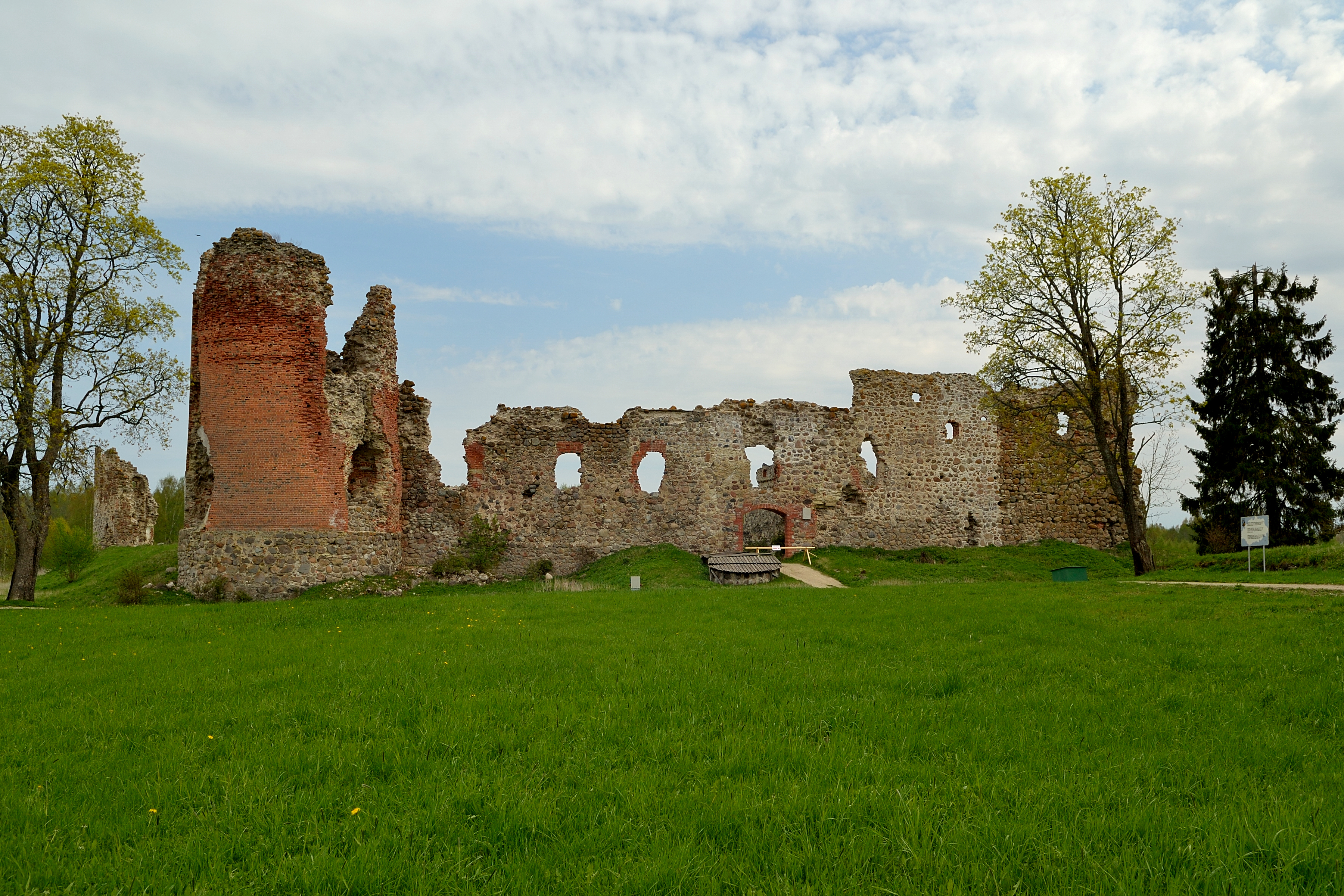
Lais nordvästra flygel med huvudporten 2012